# Caraje (condado)
Caraje (em persa: کرج; romaniz.: Karaj) é um município da província de Alborz, no Irã. Sua capital é a cidade de Caraje. Tem 1 419 quilômetros quadrados e possui 1 973 470 residentes.